# Адрамелех (царь Библа)
Адрамелех (Адармилк; финик. Adra-meleḫ, Adar-milk) — царь Библа в середине IV века до н. э.

## Биография
Адрамелех известен только из изготовленных в его правление монет. На них изображён пентеконтор и сделана финикийскими буквами надпись, называющая Адрамелеха властителем Библа. Правление этого царя датируется серединой IV века до н. э. В качестве более точных упоминаются различные даты от 350 до 340 года до н. э. включительно. Предполагается, что Адрамелех получил престол после Азибаала, а после него царём Библа был Эниэл.